# 山形県道32号新庄停車場線
山形県道32号新庄停車場線（やまがたけんどう32ごう しんじょうていしゃじょうせん）は、山形県新庄市を通る県道（主要地方道）である。

## 概要

### 路線データ
- 起点：新庄停車場
- 終点：新庄市宮内町20番42号先（山形県道34号新庄戸沢線交点）

## 歴史
- 1993年（平成5年）5月11日 - 建設省から、県道尾花沢関山線が尾花沢関山線として主要地方道に指定される[1]。

## 路線状況

### 名称・愛称
- 3枚のお札とおり、金の茶釜とおり、駅前通り（新庄駅 - 本町）
- かわうそと狐とおり、大町通り（本町 - 終点）

### 橋梁
- 中の川橋（新庄市、中之川）

## 地理

### 通過する自治体
- 新庄市

### 交差する道路
- 山形県道313号泉田新庄線（新庄市本町）
- 山形県道34号新庄戸沢線（新庄市宮内町）

## 沿道の施設など
- JR 新庄駅